# C-27J Spartan
C-27J Spartan (укр. «Спа́ртан») — універсальний військово-транспортний літак скороченого злету і посадки (STOL) виробництва італійсько-американського спільного підприємства Global Military Aircraft Systems, керівництво якого володіє компанією L-3 Communications.
Внаслідок вдосконалення італійського Aeritalia G.222 (в американській системі позначень — C-27A Spartan), С-27J отримав двигуни та систему авіоніки від більшого літака Lockheed C-130J. Завдяки меншому розміру і конструкції з двома двигунами, C-27J також позначається як «Baby Herc». Виробником літаків є Leonardo.

## Історія розробки

### За зразком C-130J

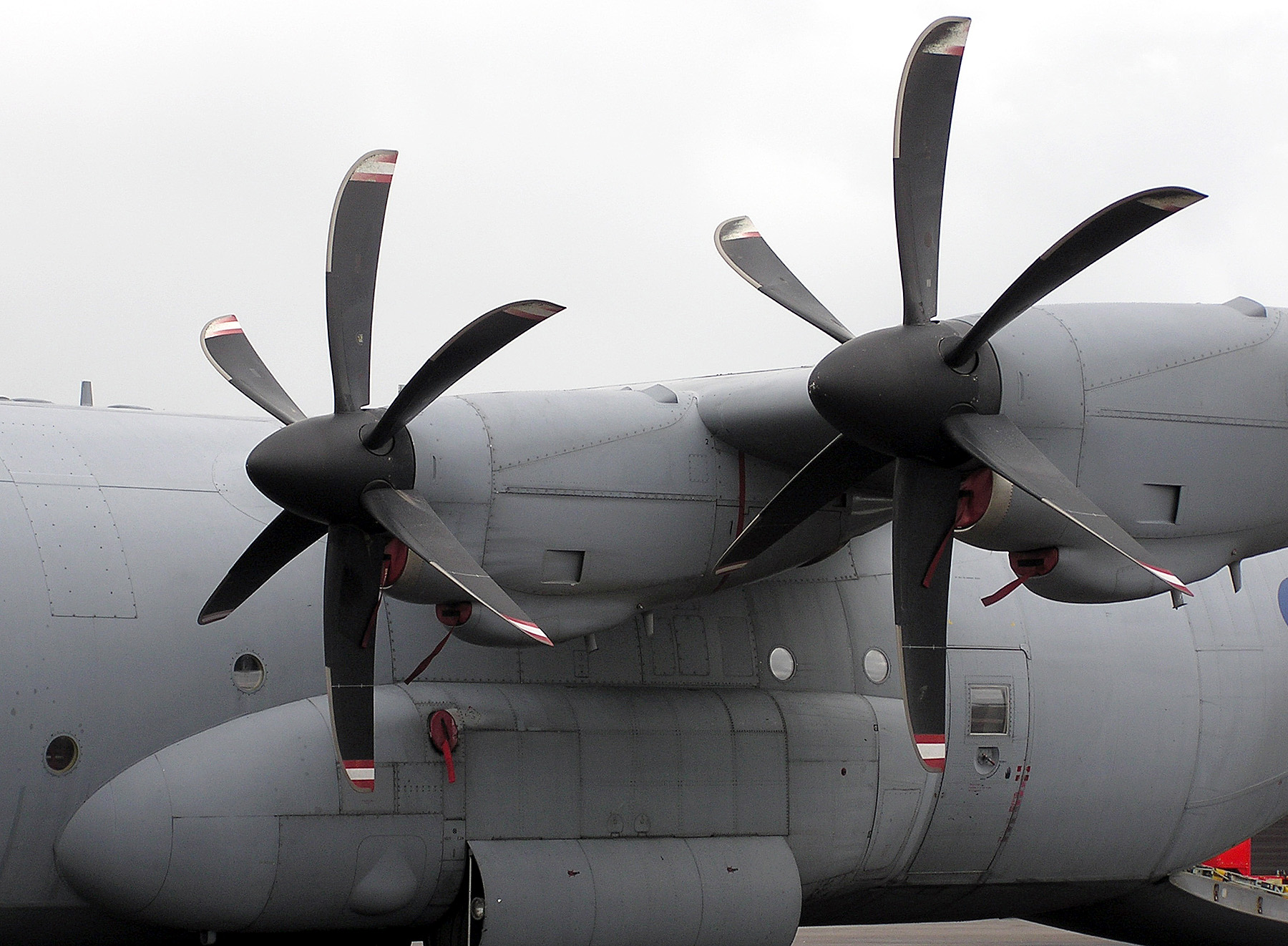
Гвинти C-130J Super Hercules

У 1995 році Alenia і Lockheed Martin почали перемовини щодо вдосконалення G.222. Вони хотіли використати вже існуючу «скляну кабіну» C-130J, обладнану MFD (мультифункціональний дисплей) і Head-Up-Display (індикатор на лобовому склі). Крім того, вони хотіли використати потужнішу версію двигунів T64G в поєднанні з чотирилопатевими гвинтами.
Однак ще до початку цієї програми 1996 року плани значно змінилися, тож крім кабіни та авіоніки до конструкції літака увійшли двигуни та гвинти від С-130J. Тому цій розробці дали назву C-27J.
Технічна уніфікація обох літаків була важливим питанням, з точки зору логістики запасних частин та підготовки ремонтних бригад, оскільки збройні сили США мають вже близько 100 літаків С-130 Super Hercules . Інші країни також використовують ці літаки.

### Joint Cargo Aircraft

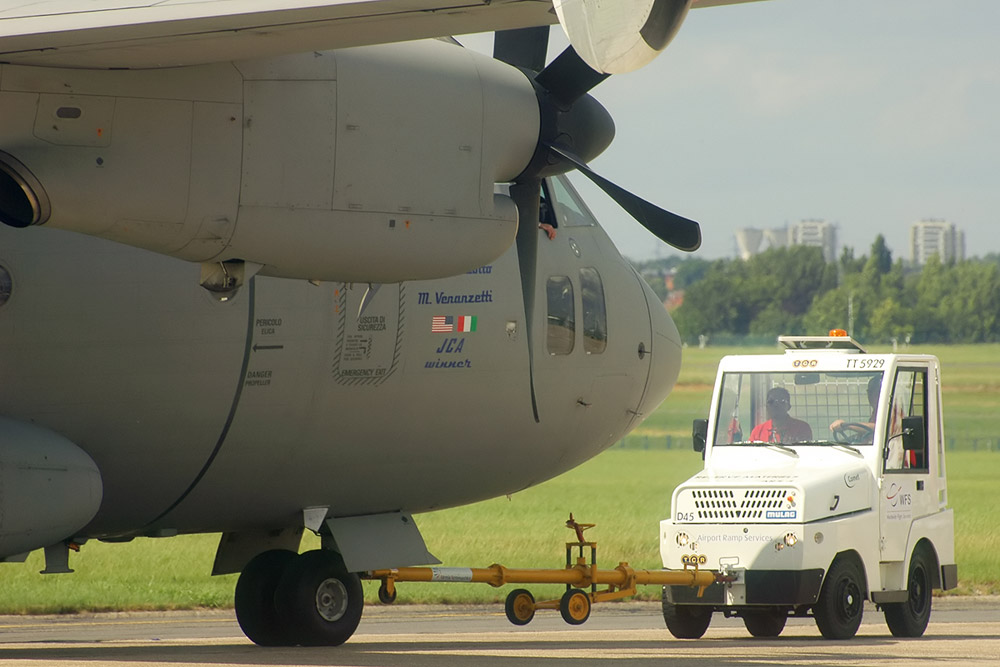
C-27J під час наземного обслуговування

Alenia і Lockheed Martin 1997 року заснували компанію Lockheed Martin Alenia Tactical Transport Systems (LMATTS). Однак спільне підприємство знову припинило діяльність, коли Lockheed Martin подав заявку на участь C-130J в тендері збройних сил США для Joint Cargo Aircraft (JCA). У зв'язку з цим, Alenia Aeronautica об'єдналася з L-3 Communications і вони заснували Global Military Aircraft Systems (GMAS). Boeing Integrated Defense Systems хотіли взяти участь в цьому спільному підприємстві і залучити вже існуючі виробничі площі в Сполучених Штатах. Однак угоду не було укладено.
GMAS виграли тендер збройних сил США в Raytheon і EADS Nordamerika з С-295. Очікується, що для програми JCA армія США і ВПС США замовить до 145 літаків, на заміну C-23 Sherpa, C-12 Huron і С-26 Metroliner, які використовуються у Air National Guard. Вони також, ймовірно, будуть використовуватися замість визнаних непридатними C-130E/H/J з Army National Guard.
У листопаді 2006 року С-27J продемонстрував, що він відповідає всім вимогам програми JCA.
У червні було оголошено, що літаки виробляються в Сесіл Філд (округ Дувал, штат Флорида). На виробничій базі на території колишніх казарм ВМС було створено близько 200 нових робочих місць.
13 червня 2007 р. Пентагон офіційно оголосив, що С-27J обрано для програми Joint Cargo Aircraft збройних сил США. Контракт на 78 літаків вартістю 2, 04 мільярда доларів США включав у себе навчання і технічну підтримку від виробника.
22 червня 2007 р. компанія Raytheon оскаржила договір. Компанія зажадала пояснень, чому був обраний дорожчий літак, який до того ж вимагає більших затрат на обслуговування. Згідно розрахунків армії США, C-295 коштував на 15% дешевше за C-27J, а також споживав менше палива. Преса повідомляла, що перевага була надана C-27J через його здатність використовувати короткі злітно-посадкові смуги. Хоча С-295 загалом здатен підняти більше вантажу, але підлога вантажного відсіку C-27J є більш стійкою, що є важливим для перевезення транспортних засобів і дуже важких вантажів — палива, двигунів та боєприпасів. 27 вересня 2007 р. апеляція була відхилена GAO, і Пентагон дозволив закупівлю літаків.
У червні 2008 року перший C-27J пройшов загальну тестову та навчальну програму армії та ВПС США, і тоді ж, 17 червня 2008 року, відбувся перший політ.

## Конструкція
C-27J є модернізованим варіантом двомоторного G.222 і має ряд аналогій (гвинти, двигуни та авіоніки) з чотиримоторним транспортним літаком Lockheed C-130J Super Hercules  .

### Фюзеляж
Фюзеляж є аналогічним до Aeritalia G.222. Його довжина становить 22,7 метрів.
Кабіна має 16 вікон загальною поверхнею 4,5 м ². На фюзеляжі є по три круглі вікна з кожного боку, пошуково-рятувальні версії літака мають опукле заднє вікно. Є також машини з додатковим овальним вікном біля задніх бічних дверей, яке, ймовірно, використовується для спостереження за стрибками з парашутом.
Позаду кабіни і позаду шасі є двосторонні двері. Передні ліві двері мають розміри 700 × 1520 мм і відчиняються назовні, як вхідний трап, у той час як праві двері розміром 535 × 915 мм використовуються як аварійний вихід. Задні двері, розміром 910 × 1920 мм, відчиняються досередини та використовуються для скидання парашутистів. У верхній частині фюзеляжу є три аварійні люки. Один люк (розмір 490 × 615 мм) призначається для кабіни, а два інші (розмір 545 × 915 мм) розташовані на рівні передньої та задньої крайок крила.
За бажанням, виробник пропонує обладнання для дозаправки у повітрі. Для цього на верхній лівій стороні кабіни є приймач, що з'єднується з зондом літака-заправника.
Ширина кабіни становить 2,45 м, висота — 2,6 м, довжина (включно з вантажною платформою) — 11,43 м. Крім вантажної платформи, пропонується вантажний відсік площею 23,23 м² і об'ємом вантажного простору 69,5 м³. Прохід до задньої платформи має висоту 2,25 м.

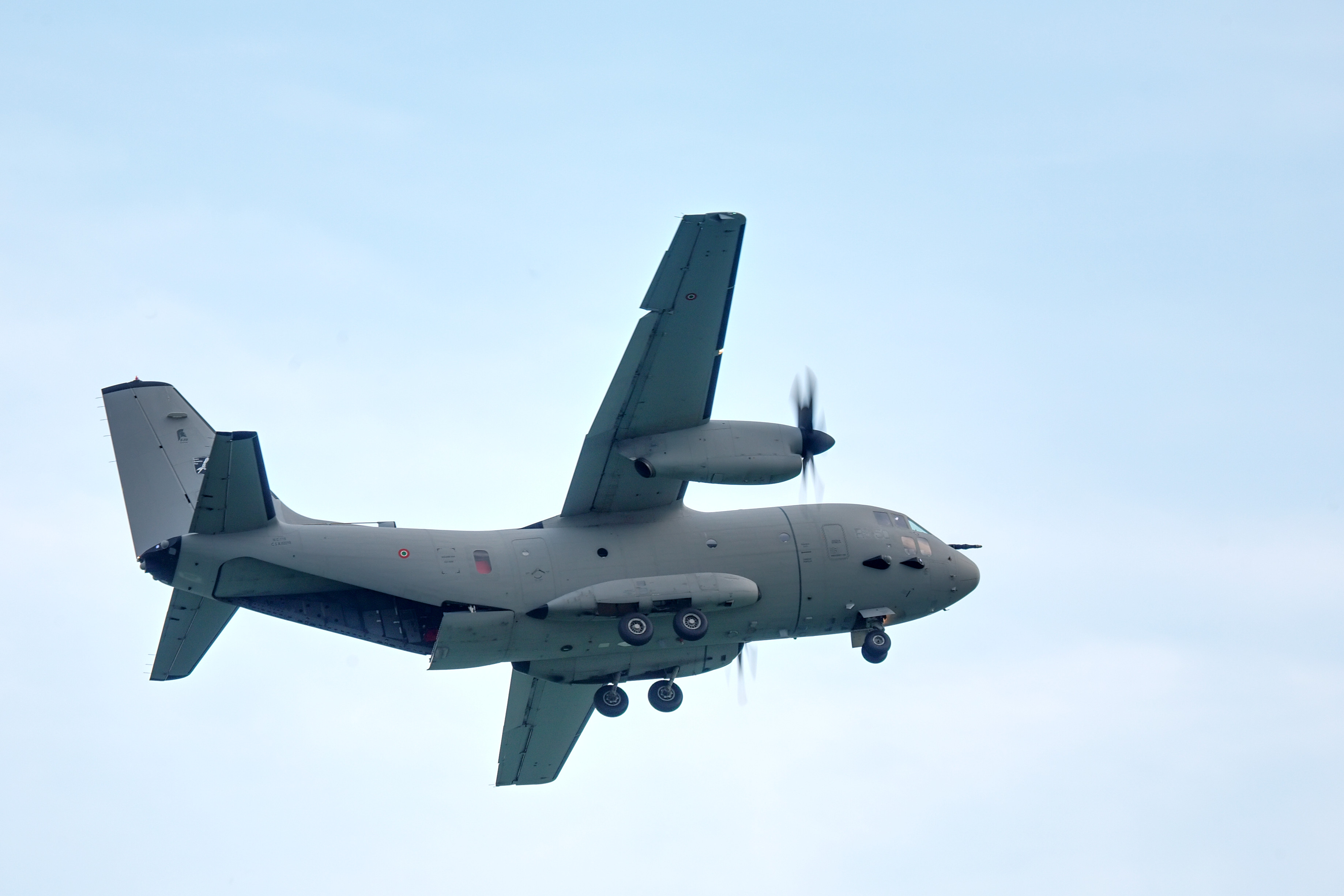
C-27J з відчиненим вантажним люком

### Кабіна та авіоніка
Загалом кабіна має 16 вікон. Вона розрахована на двох пілотів, а її ергономічний дизайн відповідає вимогам JAR 25.
Для того щоб зменшити навантаження на пілотів, літак має систему управління польотом, командний пілотажний прилад, IFF транспондер, TCAS II і GCAS. На додаток до різноманітних відеоіндикаторів встановлено п'ять багатофункціональних кольорових дисплеїв, які за бажанням замовника можна розташувати навколо Head-Up-Display. Уся індикація кабіни влаштована так, що її можна використовувати в поєднанні з приладами нічного бачення.
Обмін даними здійснюється через цифрову шину MIL-STD-1553B та цифрова техніка вже налаштована для технології Future Air Navigation System (FANS). В цілому, близько 2/3 програмного забезпечення для польотів є аналогічним до встановленого на C-130J.
Для навігації використовуються система GPS-/INS, дві сиситеми TACAN (DME), два приймачі VOR/ILS/MB, низькочастотний автоматичний радіокомпас, подвійний радіолокаційний висотомір та дві системи Distributed Air Data Systems (DADS).
Навколишній повітряний простір і земля відстежуються радаром Northrop-Grumman-AN/APN-241-Digital-Mapping-Radar з кольоровими дисплеями. Пристрій використовується також як погодний радар, для виявлення повітряних цілей та мікрошквалів. Так званий «режим маяка» використовується для ідентифікації зон скидання вантажу чи десанту.
Для зв'язку використовуються дві ARC-21o-VHF-/UHF-радіостанції, дві ВЧ-радіостанції, УКВ-/УВЧ-прилад стеження і Digital Audio Inter-Communications (ICS).

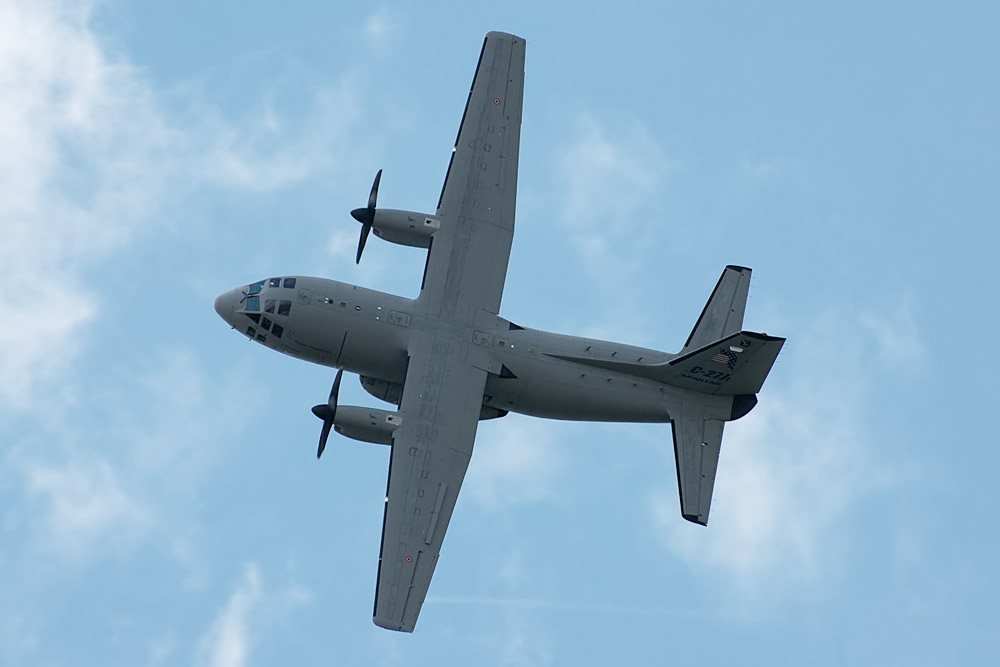
C-27J під час демонстраційного польоту

### Крила
C-27J є монопланом з високим розташуванням крила, з двома двигунами, встановленими під крилами. Розмах крил становить 28,7 м. За відносного подовження крила понад 10, їх площа становить 82 квадратні метри. Постачальником середніх частин крил є чеська компанія Aero.

### Хвостове оперення
Хвіст C-27J має загальноприйняту конструкцію, при цьому горизонтальне оперення має розмах 12,4 м. Вертикальне оперення піднімається на 6 метрів над кабіною.

### Двигуни
Два двигуни C-27J контролюються системою Full-Authority-Digital-Engine-Control (FADEC). Турбогвинтові двигуни Rolls-Royce AE 2100-D2 досягають потужності 4637 к.с. (потужність на валу). Низький рівень шуму та зменшений інфрачервоний підпис літака досягаються завдяки шестилопатевим гвинтам Dowty R-391. На відміну від конкурента C-295, двигуни C-27J можна повторно запускати до трьох разів.
Двигуни встановлені під крилами на відстані 4,75 м від центральної осі літака, так що між 4,11-метровими лопатями гвинтів та фюзеляжем залишається відстань 1,04 м.
C-27J має три генератори, три генератори змінного струму і три випрямлячі. Допоміжний блок живлення потужністю 150 к. с. забезпечує повну незалежність від зовнішніх джерел струму. Допоміжний блок живлення може працювати на висоті до 22 000 футів
Гідравлічна система має резервування у два кола.

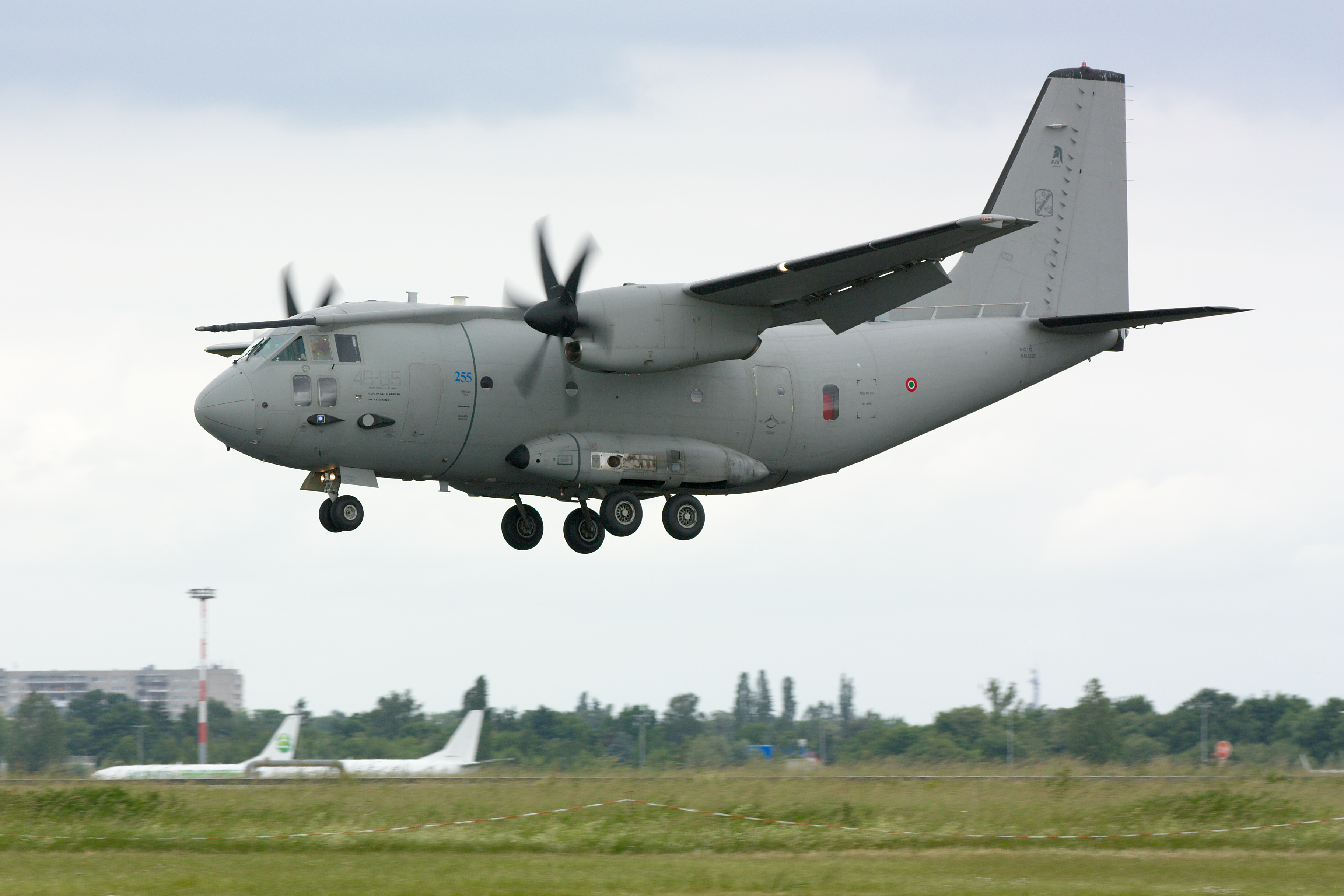
Захід на посадку C-27J (ILA 2010)

### Шасі
Переднє шасі має дві шини і розташоване на відстані 3,6 м від носа літака. Середня точка між основними стійками шасі (два ряди по два послідовно розташованих колеса) знаходиться на відстані 6,4 м позаду носового шасі. Ширина колії основного шасі становить 3,7 м.
Висоту шасі можна змінити на 50 см (20 дюймів) для регулювання вантажної платформи до висоти вантажівок.
Зниження основного шасі нахиляє підлогу вантажного відсіку на 4,3°, тож завдяки нахиленій вантажній платформі та двом підмосткам транспортні засоби можуть легко в'їжджати та виїжджати з літака.

## Самооборона
Транспортний літак оснащений системою DASS (Defensive Aids Sub System) або допоміжною оборонною системою SELEX Communications.
Пасивні засоби оборони
До них належать кілька приймальних антен радарів-детекторів (RWR) Elettronica AR3-C, датчики Selex/EADS-MILDS-II-(AAR-60) для виявлення реактивних струменів запущених ракет (MWR), а також датчики SELEX для попередження щодо лазерних променів. Варіанти для ВПС США оснащені американськими системами AN/APR-39 (V) 2 RWR і AN/AAR-47A(V)2 MWR.
Активні засоби оборони
У випадку, коли DASS виявляє атаку керованою ракетою, установка для запуску несправжніх цілей 14 MES ECDS-2 (V28) (місткість 30 штук), автоматично викидає патрони з дипольними відбивачами або теплові пастки (факели). Керовані ракети з інфрачервоними датчиками також нейтралізуються системою Elbit ELT-572 C-MUSIC-DIRCM-Kugel за допомогою променя волоконного лазера. Крім того, можна застосувати інші електронні контрзаходи — генератор перешкод, який тягнуть на тросі за літаком. Ракета, що наближається, реагує на нього як на ціль більшого розміру. Американські версії обладнані установкою для запуску несправжніх цілей BAE AN/ALE-47 (V).

## Додаткове навантаження
| Перевезення людей                        | - 66 солдатів + 2 відповідальних за вантаж - 46 десантників + 2 відповідальних за вантаж - VIP-транспорт |
| Медична евакуація                        | 36 нош + 6 санітарів |
| Перевезення матеріалів                   | до 11,5 т |
| Скидання матеріалів на низькій швидкості | до 9 т |
| палети LAPES                             | до 5 т |
| Можливі варіанти вантажу                 | - 3 палети HCU-Е (108×88 дюймів) і 1 палета HCU-12E (54×88дюймів) - 6 палет HCU-12E (54×88 дюймів) - 12 палет A22 CDS у зв'язках (макс. 9 т) - 2 всюдиходи M998 HMMWV (броня+озброєння) - 2 легкі вантажівки - 3 гаубиці M101 - 1 вертоліт Bell OH-58D «Kiowa» |
| Рятувальні операції                      | Навігаційне та аварійно-рятувальне обладнання (стаціонарне або на палеті) |
| Спостереження                            | - Устаткування для спостереження за морем - Устаткування для SIGINT |
| Боротьба з пожежами                      | |

## Виробник
Генеральним підрядником, який здійснює відповідальне керівництво спільним підприємством (англійською мовою Joint-venture), є американська компанія
- L-3 Communications
  - У Вако (штат Техас), комнапія L-3 Comm Integrated Systems оснащує літаки спеціальним обладнанням збройних сил США.
  - Vertex відповідає за технічне обслуговування та ремонт
  - Communications Systems-West надає деталі для передачі тактичних даних
- Alenia
  - Alenia Aeronautica є розробником і виробником літаків в Італії
  - Alenia North America є їхнім представництвом у США
- Global Military Aircraft Systems (GMAS) — спільне підприємство Alenia та L-3
- Honeywell Space & Aviation відповідає за відкриту системну архітектуру, системи авіоніки (вже застосовані в C-130J), а також за FMS та CNS/ATM.
- Rolls-Royce
  - Rolls-Royce North America поставляє двигуни та системи управління FADEC
- Dowty, дочірня компанія General Electric, спроектувала та виготовляє гвинти.

Вартість літака — від 20 до 27,5 млн доларів США.

## Модифікації

### C-27J «Spartan»
Цей базовий варіант був наданий армії США як транспорт для зон бойових дій.

### Air Force Combat Rescue Tanker
14 листопада 2005 р. GMAS оголосила, що вона має намір зробити C-27J літаком-заправником для бойових пошуково-рятувальних місій. Генеральний директор Alenia North America Джузеппе Джіордо заявив при цьому, що С-27J пропонує можливість здійснювати операції на передових пунктах заправки (Forward Area Refueling Point (FARP)), а також самостійно доставляти матеріали на непідготовані поверхні . Літак міг би заправляти військові рятувальні вертольоти й літаки як на землі, так і в повітрі, а також десантувати рятувальників з їхнім обладнанням, навіть на непідготовані поверхні.. Після того, як ВВС США у 2012 р. внаслідок скорочення бюджету вирішили вивести C-27J з експлуатації, замість них було замовлено військово-рятувальний варіант літака Hercules II — HC-130J «Combat King II».

### AC-27J «Stinger II»
У липні 2008 року Aviation Week повідомив, що командування спеціальних операцій ВПС США (AFSOC) надає 32 млн доларів США на перетворення С-27J в AC-XX Gunship. Для цього мала бути використана вже перевірена зброя. Підставою для цієї програми було старіння наявних AC-130 в поєднанні з доступністю сучасних C-27J. Інші літаки мали бути випробувані з 2010 року.
9 вересня 2008 р. командувач AFSOC, лейтенант-генерал Дональд Вурстер повідомив, що існує потреба в 16 літаках Stinger II.
Прес-секретар L3 Communications також заявив, що калібр встановленої вогнепальної зброї становить від 25 до 40 міліметрів. Таким чином, хоча літак і не мав 105-мм гаубиці на борту, як в AC-130, але зате він міг злітати з невеликих аеродромів і завдяки своїй конструкції був менш помітним для спостерігачів на землі. Stinger II є дешевшим за AC-130 та вимагає менших затрат на обслуговування.
13 травня 2009 р. адмірал Стів Стенлі сказав, що можна було б відмовитися від Stinger II, а замість нього зосередитися на MC-130W як платформі для бойового комплексу авіаційної підтримки. Два дні по тому було оголошено, що бюджет на 2010 рік не передбачає закупівлю 16-ти літаків Stinger II, тож було обрано MC-130W «Combat Spear» з горизонтальним завантаженням та вивантаженням зброї.

## EC-27 «Jedi»
ВПС Італії 2010 року замовили комплект РЕБ (радіоелектронної боротьби) для своїх C-27J. Програма одержала назву JEDI (jamming and electronic defence instrumentation — прилади для заглушення та електронного захисту). Можливості РЕБ можна порівняти з «Compass Call», встановленим у Lockheed EC-130H. Він включає в себе перешкоди для радіозв'язку, а також радіосигнали від віддалених детонаторів, таких, що використовуються в саморобних вибухових пристроях.

### MC-27J Pretorian
За власною ініціативою Alenia розробила багатоцільовий варіант C-27 для застосування в областях командування, контролю, та як літаючої артилерії (літак з важким озброєнням). З цією метою було створено MC-27J, оснащений Hellfire, високоточними боєприпасами і 30-мм кулеметом. Озброєння має бути придатне для швидкого монтажу та демонтажу. Крім того, зброя повинна працювати з датчиками позиціонування. ВПС Італії хочуть отримати три таких літаки в 2016 році.

## Військові оператори
- Туркменістан

 Австралія
Королівські австралійські військово-повітряні сили: 10 C-27J. Машини призначені для заміни C-130H та DHC-4 і з 2015 року повинні надійти до 35-го ескадрону в Річмонді. Перша машина, призначена для австралійських ВПС здійснила свій перший політ 19 грудня 2013.
 Болгарія
ВПС Болгарії: 3 С-27J, було замовлено п'ять літаків і планувалося замовити ще три. Через фінансові проблеми замовлення було скорочений до трьох літаків, поставлених до 2011 року.
 Греція
ВПС Греції: 8 C-27J, 2003 року було замовлено дванадцять C-27J для 354 тактичного ескадрону в Елефсісі поблизу Афін. До травня 2007 року п'ять машин вже надійшли до Греції. З серпня 2007 до середини 2008 року було придбано останні чотири машини, обладнані системою дозаправки у повітрі IFRRS (In Flight Refuelling Receiver System). Греція планує придбати ще три машини.
 Італія
Aeronautica Militare (Italiana) (АМІ): 12 C-27J, ВПС Італії з жовтня 2006 року отримали дванадцять літаків італійського виробництва замість G.222, котрі використовувала 46-та авіабригада (46 ª Brigata Aerea), розташована в аеропорту Пізи. Поставка відбувалася з січня 2007 до кінця 2008 року. Машини оснащені двома індикаторами на лобовому склі, системою самозахисту та пристроями для дозаправки у повітрі. 2009 року Alenia також випустила симулятор польоту. Матеріально-технічне забезпечення погоджено до 2012 року. З вересня 2008 по січень 2009 року С-27J використовувалися в Афганістані.
 Литва
ВПС Литви: 3 С-27J; у червні 2006 року Литва замовила три літака С-27J для своїх збройних сил. Літаки були поставлені у грудні 2006, грудні 2008 та жовтні 2009 років. C-27J буде використовуватися для транспортування військ та устаткування, або для операцій НАТО.
 Марокко
Королівські ВПС Марокко: 4 С-27J; 2008 року Марокко стала першою країною поза НАТО, котра замовила чотири літаки з загальною вартістю 130 млн євро.
 Мексика
ВПС Мексики: 4 С-27J; Мексика придбала чотири екземпляри з доставкою у 2011/2012 роках.
 Перу
ВПС Перу: 2 С-27J; замовлено в листопаді 2013
 Філіппіни
ВПС Філіппін: 3 C-27J; замовлені у вересні 2012 року
 Румунія
ВВС Румунії: 7 С-27J; 7 грудня 2007 р. було замовлено сім C-27J, перша машина надійшла в липні 2009 року, решта була доставлена до 2012 р. Місцем дислокації є база ВПС Отопені в Бухаресті. Літаки експлуатуються 902-ю розвідувальною авіаційною ескадрою. 2007 року, після списання останнього Ан-24, літаки С-27J, ймовірно, замінили чотири Ан-26, котрі ще залишалися на службі. Ескадра також експлуатує літак-розвідник для фотознімання Ан-30 «Clank». C-27J доповнюють існуючий потенціал 901-ї авіаційної ескадри, яка експлуатує C-130H та чотири C-130B, котрі очікують оновлення. C-27J, за словами виробника, був єдиною машиною, яка могла б задовольняти вимоги Збройних Сил Румунії щодо наявності допоміжної силової установки, швидкопідйомності та можливостей самооборони.
 Словаччина
ВПС Словаччини: 2 С-27J; замовлено принаймні дві машини з надходженням у 2010–2011 роках. Після того, як у 2006 році внаслідок падіння Ан-24 загинули 42 особи і в збройних силах залишилось тільки два транспортні літаки Ан-26, виникла потреба в нових літаках. Тендер відбувся у серпні 2008 року. Конкурентами були C-130J-30, С-295 та С-17 Globemaster III.
 Чад
ВПС Чаду: 2 С-27J; надходження очікується весною 2014 р.
 США (United States Armed Forces)ВПС США та армія США замовили в рамках своєї програми JCA (Joint Cargo Aircraft) перші 78 машин у червні 2007 року. Планувалася закупівля 145 літаків C-27J, 70 для ВПС США (USAF) і 75 для армії Сполучених Штатів, і протягом десяти років планується придбати 207 літаків на суму близько 6 млрд доларів США. Перший серійний літак для армії здійснив перший політ 16 червня 2008 року, та був доставлений наприкінці того ж року. Пізніше, ВВС США зменшила поставку до 38 екземплярів, причому більша частина першої поставки надійшла до ВПС Національної гвардії. Проте на початку 2012 року було оголошено, що програму буде скасовано, і було запропоновано до 2013 року списати 21 літак, що вже використовувався. Машини були передані іншим установам США для подальшої експлуатації.
ВПС США (USAF): 0 літаків в експлуатації
Командування сил спеціальних операцій США (USSOCOM): 7 літаків C-27J «Spartan», що раніше належали ВПС США
Берегова охорона Сполучених Штатів (USCG): 14 літаків C-27J «Спартан», передані з ВПС США

## Технічні дані
| Параметри                                             | Дані для C-27J Spartan |
| ----------------------------------------------------- | --- |
| Тип:                                                  | військовий багатоцільовий транспортний літак середнього розміру                                                                         |
| Довжина:                                              | 22.70 м |
| Ширина:                                               | 28,70 м |
| Висота:                                               | 9.64 м |
| Розмах крил:                                          | 28,70 м |
| Площа крила:                                          | 82 кв.м. |
| Подовження крила:                                     | 10.05 |
| Навантаження на крило (порожнього літака):            | 201 кг/м |
| Навантаження на крило (з максимальною злітною вагою): | 388 кг/м² |
| Вага порожнього літака:                               | 16500 кг |
| Максимальне навантаження:                             | 8500 (для тактичного використання) 11500 кг (нормальне)                                                                                 |
| Ємність паливного бака:                               | 12 320 літрів |
| Максимальна злітна маса:                              | 30500 кг |
| Максимальна посадкова вага:                           | 27500 кг (3,05 м / с швидкість зниження)                                                                                                |
| Необхідна довжина злітної смуги:                      | 580 м |
| Необхідна довжина посадкової смуги:                   | 340 м |
| Максимальна швидкість:                                | - 602 км/год (можлива на короткий час на висоті 6000 м над рівнем моря) - 565 км/год (стала швидкість на висоті 6000 м над рівнем моря) |
| Крейсерська швидкість:                                | близько 500 км/год |
| Практична стеля:                                      | 9144 м |
| Практична стеля з одним двигуном:                     | 4420 м |
| Максимальна швидкопідйомність:                        | близько 10 м/с |
| Дальність польоту:                                    | - з 6000 кг вантажу: 4260 км - з 10 000 кг вантажу: 1852 км - порожнього літака: 5926 км                                                |
| Екіпаж:                                               | два пілоти та відповідальний за вантаж                                                                                                  |
| Двигун:                                               | два Rolls-Royce AE 2100-D2, потужністю 4637 к. с. кожен                                                                                 |
| Допоміжна силова установка:                           | 150 к. с. може бути запущена до висоти 22000 футів                                                                                      |
| Гвинт:                                                | Два шестилопатевих Dowty R-391 діаметром 4,11 м                                                                                         |